# Caularthron bilamellatum
Caularthron bilamellatum é uma espécie de orquídea epifita originaria do sudeste de México até  Brasil (Roraima) e  Trinidad e Tobago. As flores brancas abrindo-se uma depois de de outra e os 2 callos carnosos amarelos sobre o labelo são rasgos característicos desta rara espécie.

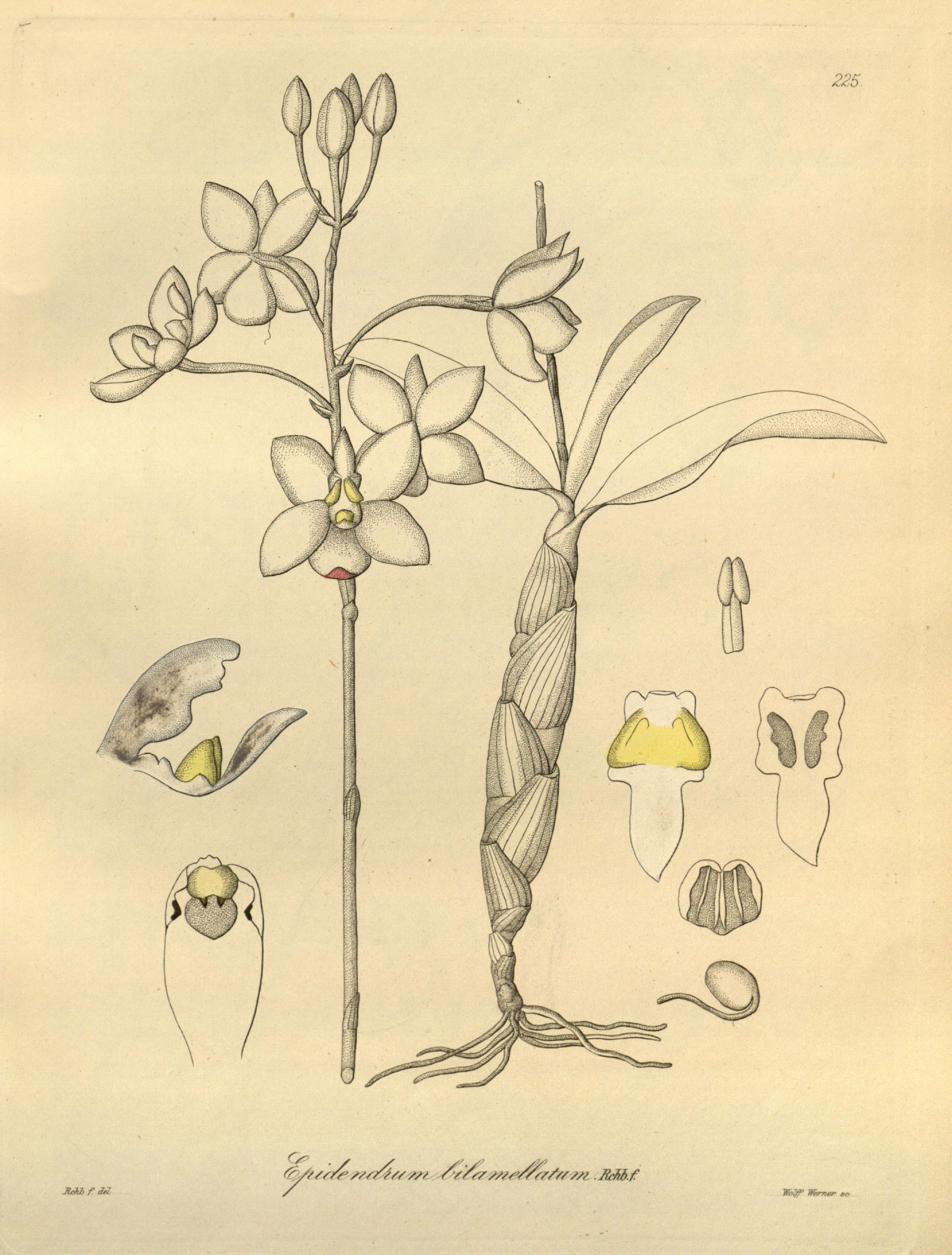
Ilustração

## Descrição
É uma planta de hábito epífita; tem pseudobulbos fusiformes de 20 cm de longo e 1,5 cm de diâmetro, ocos, envolvidos em vainas membranáceas às vezes com nervos purpúreos, 2- ou 3-foliados. As folhas algo conduplicadas, de 8 cm de longo e 2 cm de largo, coriáceas. A inflorescencia é racemosa com 6–10 flores de textura grossa, terminal, as flores de 15 mm de diâmetro, brancas ou algumas vezes ligeiramente coloridas de rosado, às vezes (ao sol) com manchitas purpúreas, com callos amarelos; os saiba-os de 12 mm de longo, com ápice engrossado e exteriormente algo verrugosos; os pétalos de 12 mm de longo; o labelo de 9 mm de longo, com borda denticulado, ligeiramente 3-lobado, o lobo médio verrugoso, disco de 2 callos carnosos e erectos que deixam um oco correspondente em seu lado inferior; coluna de 8 mm de longo, apicalmente alada; ovario de 2 cm de longo, pedicelado. Cápsula 3 cm de longo.

## Distribuição e habitat
Distribui-se por toda a região do México, Belize, Costa Rica, El Salvador, Guatemala, Honduras, Panamá, Nicarágua, Trinidad e Tobago, Venezuela, Colômbia, Equador e Brasil. É comum nos bosques abertos da zona atlântica em alturas de 20–650 metros. A floração produz-se de janeiro a abril.
Os pseudobulbos ocos encontram-se com frequência cheios de formigas urticantes. Com frequência, as flores são cleistógamas.

## Taxonomia
Caularthron bilamellatum foi descrita por (Rchb.f.) R.e.schult. e publicado em Botanical Museum Leaflets 18(3): 92. 1958.
Etimología
Caularthron  (abreviado Clrth.): nome genérico que procede do grego  "kaulos" = "talho" e  "arthron" = "juntos", em referência a suas  pseudobulbos que se encontram agrupados.
bilamellatum: epíteto latino
Sinonimia:
- Epidendrum bilamellatum Rchb.f. in W.g.walpers, Ann. Bot. Syst. 6: 345 (1862).
- Diacrium bilamellatum (Rchb.f.) Hemsl., Biol. Cent.-Amer., Bot. 3: 222 (1884).
- Epidendrum bigibberosum Rchb.f. in W.g.walpers, Ann. Bot. Syst. 6: 346 (1862).
- Epidendrum indivisum Bradford ex Griseb., Fl. Brit. W. I.: 614 (1864).
- Diacrium bigibberosum (Rchb.f.) Hemsl., Biol. Cent.-Amer., Bot. 3: 222 (1884).
- Diacrium bicornutum var. indivisum (Bradford ex Griseb.) Cogn. in C.f.p.von Martius & auct. suc. (eds.), Fl. Bras. 3(5): 188 (1898).
- Diacrium venezuelanum Schltr., Repert. Spec. Nov. Regni Veg. Beih. 6: 41 (1919).
- Diacrium bilamellatum var. reichbachiana Schltr., Repert. Spec. Nov. Regni Veg. Beih. 17: 47 (1922).
- Diacrium bivalvatulum Schltr., Repert. Spec. Nov. Regni Veg. Beih. 19: 132 (1923).
- Caularthron bivalvatulum (Schltr.) H.g.jones, Adansonia, n.s., 14: 300 (1974).
- Caularthron indivisum (Bradford ex Griseb.) Garay & Dunst., Orchids Venezuela: 107 (1979).[2]

## Nome comum
- Castelhano: hormiguero, bachaquero.[3]